# Німецька аристократія
Німе́цька аристократія (нім. Deutscher Adel) — аристократія із германських і німецьких етнічних теренів: земель Священної Римської імперії (сучасні Німеччина, Австрія, Ліхтенштейн, Швейцарія, Нідерланди, Бельгія, Люксембург, Чехія, Словенія, Італія), Франції (Лотарингія, Ельзас, Бургундія), Східної Балтики (Литва, Латвія, Естонія, Східна Пруссія), Польщі (Сілезія, Померанія, Західна Пруссія тощо) й України (Галичина і Буковина). Класифікувалася за титулами: королі, князі (курфюрсти і фюрсти), графи, фрайгери (барони), нетитулована аристократія (лицарі, міністеріали тощо). Також — німе́цьке ли́царство (нім. Ritterschaft).

## За країною
- Езельське лицарство (Естонія).
- Естляндське лицарство (Естонія).
- Курляндське лицарство (Латвія).
- Ліфляндське лицарство (Латвія).